# Grand Prix Holandii 1959
Grand Prix Holandii 1959 (oryg. Grote Prijs van Nederland) – 3. runda Mistrzostw Świata Formuły 1 w sezonie 1959, która odbyła się 31 maja 1959 po raz 5. na torze Circuit Park Zandvoort.
7. Grand Prix Holandii, 5. zaliczane do Mistrzostw Świata Formuły 1.

## Wyniki

### Kwalifikacje
Źródło: statsf1.com
| P  | Nr | Kierowca                | Konstruktor(-silnik) | Opony | Czas   | Odstęp | Strata |
| -- | -- | ----------------------- | -------------------- | ----- | ------ | ------ | ------ |
| 1  | 7  | Jo Bonnier              | BRM                  | D     | 1:36,0 | –      | –      |
| 2  | 8  | Jack Brabham            | Cooper-Climax        | D     | 1:36,0 | +0,0   | +0,0   |
| 3  | 11 | Stirling Moss           | Cooper-Climax        | D     | 1:36,2 | +0,2   | +0,2   |
| 4  | 1  | Jean Behra              | Ferrari              | D     | 1:36,6 | +0,4   | +0,6   |
| 5  | 14 | Graham Hill             | Lotus-Climax         | D     | 1:36,7 | +0,1   | +0,7   |
| 6  | 6  | Harry Schell            | BRM                  | D     | 1:37,3 | +0,6   | +1,3   |
| 7  | 9  | Masten Gregory          | Cooper-Climax        | D     | 1:37,6 | +0,3   | +1,6   |
| 8  | 2  | Tony Brooks             | Ferrari              | D     | 1:37,9 | +0,3   | +1,9   |
| 9  | 12 | Innes Ireland           | Lotus-Climax         | D     | 1:38,3 | +0,4   | +2,3   |
| 10 | 5  | Carroll Shelby          | Aston Martin         | A     | 1:38,5 | +0,2   | +2,5   |
| 11 | 10 | Maurice Trintignant     | Cooper-Climax        | D     | 1:38,7 | +0,2   | +2,7   |
| 12 | 3  | Phil Hill               | Ferrari              | D     | 1:39,2 | +0,5   | +3,2   |
| 13 | 4  | Roy Salvadori           | Aston Martin         | A     | 1:39,7 | +0,5   | +3,7   |
| 14 | 15 | Carel Godin de Beaufort | Porsche              | D     | 1:44,5 | +4,8   | +8,5   |
| 15 | 16 | Cliff Allison           | Ferrari              | D     | 1:45,0 | +0,5   | +9,0   |
| P  | Nr | Kierowca                | Konstruktor(-silnik) | Opony | Czas   | Odstęp | Strata |

### Wyścig
Źródła: statsf1.com
| P                 | + / –     | Nr | Kierowca                | Konstruktor   | Opony | Okr. | Czas / Strata | Komentarz       |
| ----------------- | --------- | -- | ----------------------- | ------------- | ----- | ---- | ------------- | --------------- |
| 1                 | Bez zmian | 7  | Jo Bonnier              | BRM           | D     | 75   | 2:05:26,8     |                 |
| 2                 | Bez zmian | 8  | Jack Brabham            | Cooper-Climax | D     | 75   | +14,2         |                 |
| 3                 | 4         | 9  | Masten Gregory          | Cooper-Climax | D     | 75   | +1:23,0       |                 |
| 4                 | 5         | 12 | Innes Ireland           | Lotus-Climax  | D     | 74   | +1 okr.       |                 |
| 5                 | 1         | 1  | Jean Behra              | Ferrari       | D     | 74   | +1 okr.       |                 |
| 6                 | 6         | 3  | Phil Hill               | Ferrari       | D     | 73   | +2 okr.       |                 |
| 7                 | 2         | 14 | Graham Hill             | Lotus-Climax  | D     | 73   | +2 okr.       |                 |
| 8                 | 3         | 10 | Maurice Trintignant     | Cooper-Climax | D     | 73   | +2 okr.       |                 |
| 9                 | 6         | 16 | Cliff Allison           | Ferrari       | D     | 71   | +4 okr.       |                 |
| 10                | 4         | 15 | Carel Godin de Beaufort | Porsche       | D     | 68   | +7 okr.       |                 |
| Niesklasyfikowani |           |    |                         |               |       |      |               |                 |
|                   |           | 11 | Stirling Moss           | Cooper-Climax | D     | 62   | +13 okr.      | skrzynia biegów |
|                   |           | 6  | Harry Schell            | BRM           | D     | 46   | +29 okr.      | silnik          |
|                   |           | 2  | Tony Brooks             | Ferrari       | D     | 42   | +33 okr.      | wyciek paliwa   |
|                   |           | 5  | Carroll Shelby          | Aston Martin  | A     | 25   | +50 okr.      | silnik          |
|                   |           | 4  | Roy Salvadori           | Aston Martin  | A     | 3    | +72 okr.      | przegrzanie     |
| P                 | + / –     | Nr | Kierowca                | Konstruktor   | Opony | Okr. | Czas / Strata | Komentarz       |

### Najszybsze okrążenie
Źródło: statsf1.com
| Nr | Kierowca      | Konstruktor   | Czas   | Okr. |
| -- | ------------- | ------------- | ------ | ---- |
| 11 | Stirling Moss | Cooper-Climax | 1:36,6 | 42   |

### Prowadzenie w wyścigu
Źródło: statsf1.com
| Nr                              | Kierowca       | Konstruktor   | Okrążenia              | Suma |
| ------------------------------- | -------------- | ------------- | ---------------------- | ---- |
| 7                               | Jo Bonnier     | BRM           | 1, 12-29, 34-59, 63-75 | 58   |
| 9                               | Masten Gregory | Cooper-Climax | 2-11                   | 10   |
| 8                               | Jack Brabham   | Cooper-Climax | 30-33                  | 4    |
| 11                              | Stirling Moss  | Cooper-Climax | 60-62                  | 3    |
| \| Wykres \| \| ------ \| \| \| |                |               |                        |      |
| Wykres                          |                |               |                        |      |
|                                 |                |               |                        |      |

## Klasyfikacja po wyścigu
Pierwsza piątka otrzymywała punkty według klucza 8-6-4-3-2, 1 punkt przyznawany był dla kierowcy, który wykonał najszybsze okrążenie w wyścigu. Liczone było tylko 5 najlepszych wyścigów danego kierowcy. W nawiasach podano wszystkie zebrane punkty, nie uwzględniając zasady najlepszych wyścigów.
Uwzględniono tylko kierowców, którzy zdobyli jakiekolwiek punkty
| P  | +/− | Kierowca            | Starty | Punkty | P1 | P2 | P3 | PP | NO | NS |
| -- | --- | ------------------- | ------ | ------ | -- | -- | -- | -- | -- | -- |
| 1  | 0   | Jack Brabham        | 2      | 15     | 1  | 1  | –  | –  | 1  | –  |
| 2  | N   | Jo Bonnier          | 2      | 8      | 1  | –  | –  | 1  | –  | 1  |
| 3  | −1  | Rodger Ward         | 1      | 8      | 1  | –  | –  | –  | –  | –  |
| 4  | −1  | Tony Brooks         | 2      | 6      | –  | 1  | –  | –  | –  | 1  |
| 5  | −2  | Jim Rathmann        | 1      | 6      | –  | 1  | –  | –  | –  | –  |
| 6  | −1  | Johnny Thomson      | 1      | 5      | –  | –  | 1  | 1  | 1  | –  |
| 7  | −1  | Maurice Trintignant | 2      | 4      | –  | –  | 1  | –  | –  | –  |
| 8  | N   | Masten Gregory      | 2      | 4      | –  | –  | 1  | –  | –  | 1  |
| 9  | −2  | Phil Hill           | 2      | 3      | –  | –  | –  | –  | –  | –  |
| 10 | −3  | Tony Bettenhausen   | 1      | 3      | –  | –  | –  | –  | –  | –  |
| 10 | N   | Innes Ireland       | 1      | 3      | –  | –  | –  | –  | –  | –  |
| 12 | N   | Jean Behra          | 2      | 2      | –  | –  | –  | –  | –  | 1  |
| 13 | −4  | Paul Goldsmith      | 1      | 2      | –  | –  | –  | –  | –  | –  |
| 13 | −4  | Bruce McLaren       | 1      | 2      | –  | –  | –  | –  | –  | –  |
| 15 | N   | Stirling Moss       | 2      | 1      | –  | –  | –  | 1  | 1  | 2  |
| P  | +/− | Kierowca            | Starty | Punkty | P1 | P2 | P3 | PP | NO | NS |

### Konstruktorzy
Tylko jeden, najwyżej uplasowany kierowca danego konstruktora, zdobywał dla niego punkty. Również do klasyfikacji zaliczano 6 najlepszych wyników.
| P                 | +/− | Konstruktor     | Starty | Punkty | P1 | P2 | P3 | PP | NO | NS |
| ----------------- | --- | --------------- | ------ | ------ | -- | -- | -- | -- | -- | -- |
| 1                 | 0   | Cooper-Climax   | 9      | 14     | 1  | 1  | 2  | 1  | 2  | 3  |
| 2                 | N   | BRM             | 5      | 8      | 1  | –  | –  | 1  | –  | 4  |
| 3                 | −1  | Ferrari         | 8      | 8      | –  | 1  | –  | –  | –  | 3  |
| 4                 | N   | Lotus-Climax    | 4      | 3      | –  | –  | –  | –  | –  | 2  |
| Niesklasyfikowani |     |                 |        |        |    |    |    |    |    |    |
|                   |     | Cooper-Maserati | 1      | 0      | –  | –  | –  | –  | –  | –  |
|                   |     | Porsche         | 2      | 0      | –  | –  | –  | –  | –  | 1  |
|                   |     | Aston Martin    | 2      | 0      | –  | –  | –  | –  | –  | 2  |
|                   |     | Maserati        | 0      | 0      | –  | –  | –  | –  | –  | –  |
| P                 | +/− | Kierowca        | Starty | Punkty | P1 | P2 | P3 | PP | NO | NS |